# Goldenes Zeitalter (Dänemark)

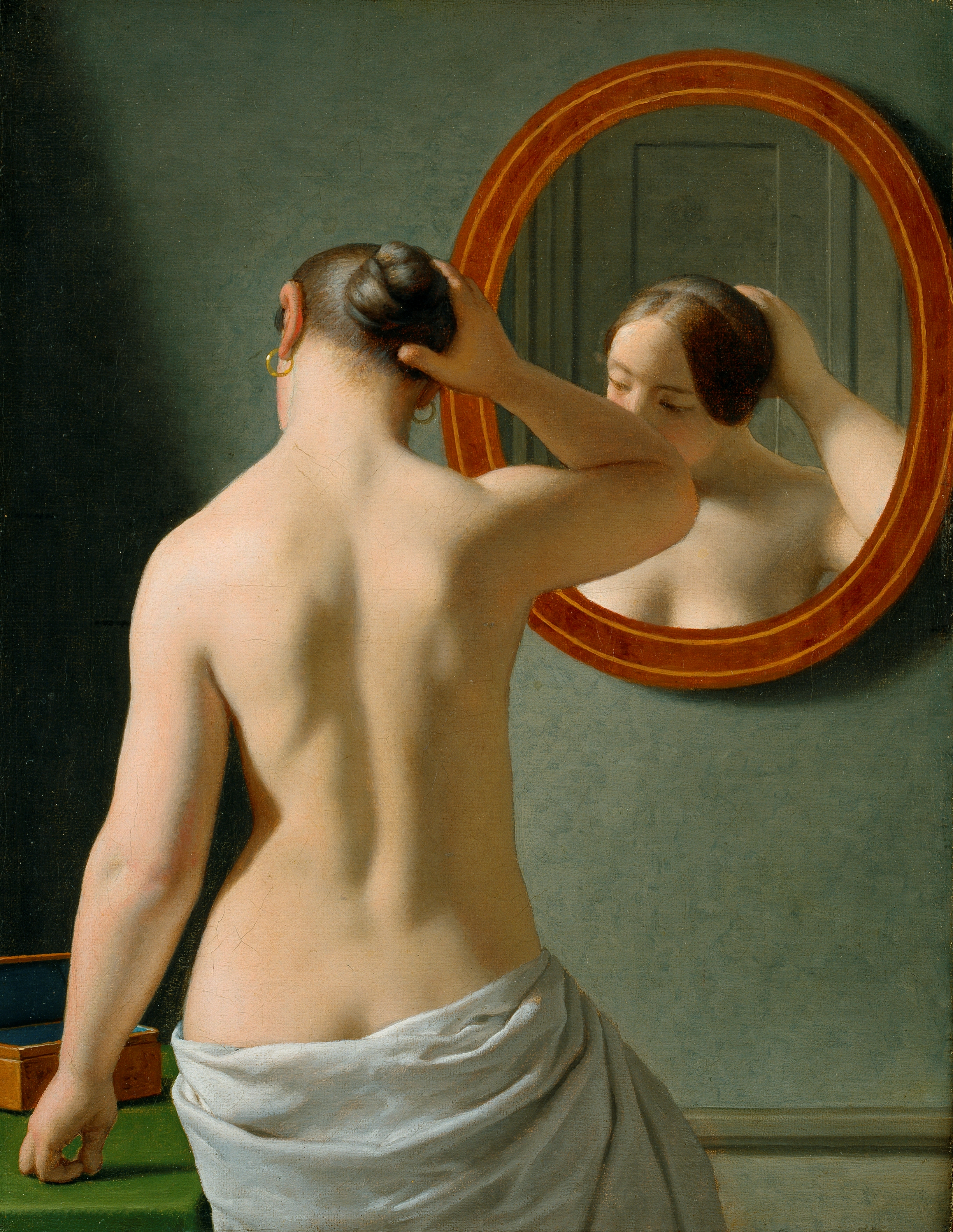
Christoffer Wilhelm Eckersberg: Mädchen vor dem Spiegel, 1841,
Öl auf Leinwand, 33,5 × 26 cm,
Den Hirschsprungske Samling.

Als das Goldene Zeitalter Dänemarks (dänisch den danske guldalder) wird die Zeit von 1800 bis 1850 bezeichnet, die als Epoche hoher kultureller Blüte des Landes gilt. Sie verlief zeitgleich zu einem politischen Machtverlust der dänischen Monarchie nach einer längeren Phase der wirtschaftlichen Prosperität, der in den Verlust der dänischen Gebiete im heutigen Schleswig-Holstein im Krieg gegen Preußen und Österreich mündete. Die Künstler des Goldenen Zeitalters zeigten ihr wachsendes bürgerliches Selbstbewusstsein und brachen mit den einengenden akademischen Konventionen in Kunst und Denken. Fester Bestandteil ihrer künstlerischen Bildung wurde der Aufenthalt in Rom. Erstmalige Verwendung fand die Bezeichnung 1890 in einem Text des Literaturkritikers Valdemar Vedel (1865–1942).
Verbunden mit diesem Goldenen Zeitalter sind vor allem folgende Personen:
- Hans Christian Andersen, Dichter
- Wilhelm Bendz, Maler
- Gottlieb Bindesbøll, Architekt
- Detlev Conrad Blunck, deutsch-dänischer Maler
- Christoffer Wilhelm Eckersberg, Maler
- Lorenz Frølich, Maler
- Nikolai Frederik Severin Grundtvig, Theologe, Pädagoge und Patriot
- Christian Frederik Hansen, Architekt
- Constantin Hansen, Maler
- Johanne Luise Heiberg, Schauspielerin
- Gustav Friedrich von Hetsch, Architekt und künstlerischer Leiter der Porzellanmanufaktur Königlich Kopenhagen
- Jens Juel, Maler
- Søren Kierkegaard, Philosoph und religiöser Schriftsteller
- Christen Schiellerup Købke, Maler
- Albert Küchler, Maler
- Friedrich Kuhlau, Komponist deutscher Herkunft
- Johan Thomas Lundbye, Maler
- Christine Løvmand,  Malerin
- Vilhelm Marstrand, Maler
- Hans Christian Ørsted, Physiker und Chemiker
- Martinus Rørbye, Maler
- Peter Christian Thamsen Skovgaard, Landschaftsmaler
- Jørgen Sonne, Maler
- Bertel Thorvaldsen, Bildhauer